# Martyn Lloyd-Jones
David Martyn Lloyd-Jones (20 de dezembro de 1899 - 1 de março de 1981) foi um teólogo protestante na linha calvinista de origem galesa que foi influente na ala reformada do movimento evangélico britânico no século XX. Por quase 30 anos foi o ministro da Capela de Westminster, em Londres. Lloyd-Jones era um forte opositor da teologia liberal que se tornou uma parte de muitas denominações cristãs, considerando-a como uma aberração. Ele discordou da abordagem ampla da Igreja e incentivou os cristãos evangélicos (especialmente anglicanos) para deixar suas denominações existentes, considerando que a comunhão cristã verdadeira só foi possível entre aqueles que partilharam convicções comuns sobre a natureza da fé.
Depois de deixar a medicina em 1927, ele se tornou o ministro de uma Igreja Presbiteriana em Aberavon, no sul de Gales, é considerado um dos maiores pregadores protestantes do século XX.

## Início da vida e ministério
Lloyd-Jones nasceu em Cardiff e foi criado em Llangeitho, Ceredigion. Llangeitho está associado com o renascimento metodista galês, como era o local do ministério de Daniel Rowland. Frequentou uma escola de gramática Londres entre 1914 e 1917 e, em seguida, do Hospital St. Bartholomew's como um estudante de medicina, em 1921 começou a trabalhar como assistente do médico real, Sir Thomas Horder. Depois de lutar durante dois anos sobre o que sentiu foi um chamado para pregar, em 1927, Lloyd-Jones voltou ao País de Gales, tendo casado com Bethan Phillips (com quem mais tarde teve dois filhos, Elizabeth e Ann), aceitando um convite para ministrar em uma igreja em Aberavon (Port Talbot).

## Capela de Westminster

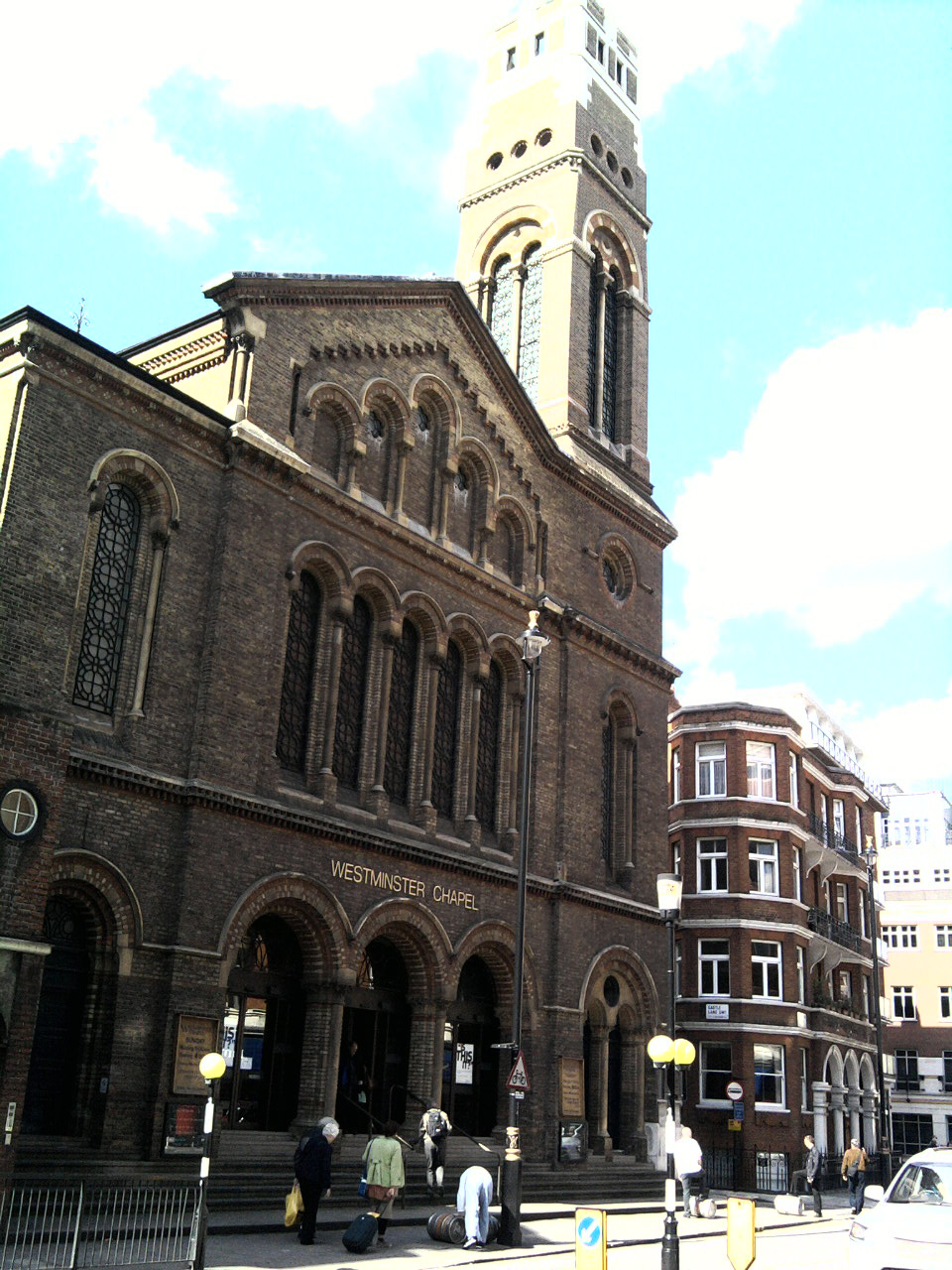
Capela de Westminster

Depois de uma década ministrando em Aberavon, em 1939 voltou para Londres, onde tinha sido nomeado como pastor adjunto da Capela de Westminster, Londres, trabalhando ao lado de G. Campbell Morgan. O dia antes de ele ser oficialmente para ser aceito em sua nova posição, a II Guerra Mundial na Europa. Durante o mesmo ano, ele se tornou o presidente da Inter-Varsity Fellowship dos Estudantes (hoje conhecida como das Universidades e Faculdades Christian Fellowship (UK)). Durante a guerra, ele e sua família se mudou para Haslemere, Surrey. Em 1943, Morgan aposentou, deixando-Jones como único Pastor da Capela de Westminster.
Lloyd-Jones era bem conhecido por seu estilo expositivo da pregação, e na manhã de domingo e reuniões à noite em que ele oficializou, atraiu multidões de milhares de pessoas, como fez na sexta-feira à noite estudos bíblicos - que eram, na verdade, os sermões no mesmo estilo . Ele iria levar muitos meses - até anos - para expor um capítulo da Bíblia versículo por versículo. Seus sermões costumavam ser em torno de cinqüenta minutos a uma hora de duração, atraindo muitos estudantes de universidades e faculdades, em Londres. Seus sermões também eram transcritos e impressos (quase literalmente) no registro de Westminster semanais, o que foi lido avidamente por aqueles que apreciaram a sua pregação.

## A Controvérsia Evangélica
Lloyd-Jones provocou uma grande disputa em 1966, quando, na Assembleia Nacional de Evangélicos organizada pela Aliança Evangélica, apelou a todos os clérigos de convicção para deixar as denominações evangélicas que continham congregações liberais e o evangelicalismo. Isso foi interpretado como se referindo principalmente aos evangélicos dentro da Igreja da Inglaterra, embora não haja desacordo sobre se esta era sua intenção. Como uma figura significativa para muitas das igrejas livres, Lloyd-Jones tinha a esperança de incentivar os cristãos que crenças evangélicas de retirar todas as igrejas onde estiveram presentes visões alternativas.
No entanto, Lloyd-Jones foi criticado pelo líder evangélico anglicano John Stott. Embora Stott não foi programado para falar, ele usou sua posição como presidente da reunião a repreender publicamente Lloyd-Jones, afirmando que sua opinião foi contra a história e a Bíblia (embora John Stott admirava muito o trabalho Lloyd-Jones, e que muitas vezes a citá-lo em livros próprios Stott). Este conflito aberto entre os dois estadistas mais velhos do evangelicalismo britânico foi amplamente noticiado na imprensa cristã e causou polêmica considerável.
No ano seguinte, o primeiro Congresso Nacional Evangélico da Comunhão Anglicana, que foi realizada na Universidade de Keele. Nesta conferência, em grande parte devido à influência de Stott, anglicanos evangélicos se comprometeram a plena participação da Igreja da Inglaterra, rejeitando a abordagem separacionista proposta por Lloyd-Jones.
Essas duas conferências foi efetivamente fixado a direção de uma grande parte da comunidade britânica evangélica. Embora haja um debate em curso sobre a natureza exata de Lloyd-Jones, elas tem causados, sem dúvida, os dois grupos a fim de adotar posições diametralmente opostas. Essas posições, e resultante da cisão, continuam praticamente inalteradas até hoje.

## Mais tarde
Lloyd-Jones se aposentou do seu ministério na Capela de Westminster, em 1968, na sequência de uma operação de grande envergadura. Ele falou de uma crença de que Deus lhe impediu de continuar a pregar o livro do Novo Testamento da Carta aos Romanos, na sua sexta-feira à noite a exposição do estudo da Bíblia, porque ele não conhece pessoalmente o suficiente sobre a "alegria no Espírito Santo", que foi a ser o seu próximo sermão (baseado em Romanos 14:17). No restante de sua vida ele se concentrou na edição de sermões para serem publicados, aconselhamento de outros ministros, respondendo cartas e indo à conferências. Talvez sua obra mais famosa é uma série de 14 volumes de comentários sobre a Epístola aos Romanos, o primeiro volume do que foi publicado em 1970.
Apesar de passar a maior parte de sua vida vivendo e ministrando em Inglaterra, Lloyd-Jones estava orgulhoso de suas raízes no País de Gales. Que melhor expressa sua preocupação com seu país de origem através do seu apoio ao movimento evangélico do País de Gales: Ele era um orador regular em suas conferências, pregando em Inglês e galês. Desde sua morte, o movimento tem publicado vários livros, em Inglês e galês, reunindo as seleções de seus sermões e artigos.
Lloyd-Jones pregou pela última vez em 8 de junho de 1980, Capela Batista Barcombe. Depois de uma vida de trabalho, ele morreu tranqüilamente em seu sono em Ealing, em 1 de março de 1981, Dia de São Davi. Ele foi enterrado no Newcastle Emlyn, perto de Cardigan, no oeste do País de Gales. Um culto de ação de graças foi realizado na Capela de Westminster, em 6 de abril.
Desde sua morte houve várias publicações sobre Lloyd-Jones e seu trabalho, mais popularmente uma biografia em dois volumes por Iain Murray.

## Legado

### Movimento Carismático
Martyn Lloyd-Jones tem muitos admiradores de diferentes denominações da Igreja Cristã hoje. Um aspecto muito discutido do seu legado é a sua relação com o Movimento Carismático. Respeitado por líderes de várias igrejas associadas a este movimento, embora não diretamente associados a eles, ele ensinou o batismo com o Espírito Santo como uma experiência distinta da conversão e regeneração do Espírito Santo. Com efeito, no final de sua vida, ele pediu a seus ouvintes a procurar ativamente uma experiência do Espírito Santo. Por exemplo, em sua exposição de Efésios 6:10-13, publicada em 1976, ele diz: "Você sabe alguma coisa deste fogo? Se não sabe, confesse isto a Deus e reconheça seu erro. Arrependa-se, e peça-O para enviar o Espírito e Seu amor até você se derreter e se mover, até que você esteja preenchido com seu amor divino, e conheça o Seu amor por você, e alegre-se nisto como Seu filho, e aguarde a esperança da glória vindoura. Não extingais o Espírito, mas 'seja cheio do Espírito' e 'alegre-se em Cristo Jesus'".
Parte do esforço Lloyd-Jones, da necessidade do cristão do batismo com o Espírito Santo era devido à sua crença de que este garante esmagadora do amor de Deus para o cristão, e assim permite-lhe coragem para testemunhar Cristo para um mundo incrédulo.
Além de sua insistência em que o batismo com o Espírito é uma obra de Jesus Cristo distinta da regeneração, ao invés do enchimento do Espírito Santo, Lloyd-Jones nunca se opôs ao cessacionismo, mas apenas frieza da Igreja Anglicana sobre os dons para a Igreja. Na verdade, ele pediu que Banner de confiança verdade, a editora que ele co-fundou, apenas publicar os seus trabalhos sobre o assunto após a sua morte. Ele foi tão longe quanto a alegação de que aqueles que tomaram uma posição, como BB Warfield na cessacionismo foram 'debela o Espírito. "Ele continuou a proclamar a necessidade do trabalho ativo de Deus no mundo e a necessidade de que ele milagrosamente demonstrar o seu poder para que os pregadores cristãos (e todos aqueles que testemunha de Cristo) pode ganhar uma audiência em um mundo contemporâneo que é hostil ao verdadeiro Deus e ao cristianismo em geral.

### Pregação
Lloyd-Jones raramente concordou em pregar ao vivo pela televisão, (o número exato de vezes não é conhecida, mas provavelmente foi apenas uma ou duas vezes). Seu raciocínio por trás dessa decisão foi a de que este tipo de pregação "controlada", isto é, a pregação, que é limitada pelo tempo", milita contra a liberdade do Espírito." Em outras palavras, ele acreditava que o pregador deve ser livre para seguir a liderança do Espírito Santo sobre a duração do tempo em que ele está autorizado a pregar. Ele registrou que uma vez perguntou a um executivo de televisão que queria que ele pregasse na televisão, "O que aconteceria com os seus programas, se o Espírito Santo, de repente descese sobre o pregador e possuíse ele, o que aconteceria com os seus programas?"
Talvez o aspecto o maior legado de Lloyd-Jones tem a ver com sua pregação. Lloyd-Jones foi um dos pregadores mais influentes do século XX. Muitos volumes dos seus sermões foram publicados pela Banner of Truth, bem como outras editoras. Em seu livro, Pregação e Pregadores (Zondervan, 1971), Lloyd-Jones descreve a sua opinião sobre a pregação, ou o que poderia ser chamado de sua doutrina de homilética. Neste livro, ele define a pregação como "Lógica em fogo." O significado desta definição é demonstrada ao longo do livro, no qual ele descreve o seu estilo própria pregação que tinha desenvolvido durante seus muitos anos de ministério.
Seu estilo de pregação pode ser resumido como "lógica no fogo 'por várias razões. Primeiro, ele acreditava que o uso da lógica era vital para o pregador. Mas seu ponto de vista da lógica não era a mesma que a do Iluminismo. É por isso que ele chamou de "lógica no fogo." O fogo tem a ver com a atividade e poder do Espírito Santo. Portanto, ele acreditava que a pregação foi a demonstração lógica da verdade de uma determinada passagem da Escritura com a ajuda ou a unção do Espírito Santo. Essa visão se manifesta na forma de sermões de Lloyd-Jones. Lloyd-Jones acreditava que a verdadeira pregação sempre foi expositiva. Isso significa que ele acreditava que o principal objetivo do sermão era revelar e ampliar o ensino primário da passagem sob consideração. Uma vez que o ensino primário foi revelada, ele teria então logicamente expandir esse tema, demonstrando que era uma doutrina bíblica, mostrando que era ensinado em outras passagens da Bíblia, e usando a lógica, a fim de demonstrar a sua utilidade prática e a necessidade do ouvinte. Com este ser o caso, ele trabalhou em seu livro Pregação e Pregadores com cautela pregadores jovens contra o que ele considera como "comentário" estilo pregação, bem como "pregação" da atualidade.
O estilo de pregação de Lloyd-Jones foi, portanto, separado por sua exposição de som da doutrina bíblica e seu fogo e paixão em sua entrega. Ele é assim conhecido como um pregador que continuou a tradição puritana da pregação experimental. A famosa citação sobre os efeitos da pregação Lloyd-Jones é dada pelo teólogo e pregador JI Packer, que escreveu que ele tinha "Nunca ouvi tal pregação." Ela veio a ele "com a força de um choque elétrico, elevando para pelo menos um de seus ouvintes mais de um sentido de Deus do que qualquer outro homem".
Lloyd-Jones também foi um ávido defensor da Biblioteca Evangélica em Londres.
Recordings Trust (Em português: Confiança/Fé gravações), Pouco depois de sua morte, um fundo de caridade foi estabelecida para continuar o ministério de Lloyd-Jones, fazendo gravações de seus sermões disponíveis. A organização tem atualmente 1.600 palestras disponíveis e também produz um programa semanal de rádio usando esse material.